# 伊藤護
伊藤 護（いとう まもる、1975年12月8日 - ）は、日本のラグビー指導者、元ラグビー選手。2016年現在國學院大學ラグビー部の監督を務めている。

## プロフィール
- 秋田県男鹿市出身[1]。
- ポジションはスクラムハーフ(SH)。
- 身長 175cm、体重 75kg
- 日本代表キャップは16。
- 関東代表に選ばれたことがある[2]。

## 略歴
1994年、秋田工業高校卒業後、専修大学に入学する。
1997年、専修大学ラグビー部の主将に就任した。
1998年、専修大学卒業後、東芝府中（現・東芝ブレイブルーパス）に加入。
2008年、現役を引退した。
2011年、國學院大學ラグビー部の監督に就任した。

## 受賞歴
- 2004-05ベストフィフティーン